# Kruhloozerka
Kruhloozerka (ukránul: Круглоозерка) falu Ukrajna Herszoni területén, a Hola Prisztany-i járásban. A Fekete-tenger partvidékén helyezkedik el. 1949-ig Karlivka volt a neve. A település Behteri községhez tartozik. Lakossága a 2001-es népszámlálás idején 1368 fő volt. Ebből 91,89% ukrán, 8,04% orosz anyanyelvű.
A települést 1822-ben alapították az akkori Tavrijai kormányzóság Behteri járásában. Egy 1886-os összeírás szerint lakossága 279 fő volt. 45 portával, egy imaházzal és két bolttal rendelkezett.
A faluban található Szent Miklós-templom a moszkvai alárendeltségű Ukrán ortodox egyházhoz tartozik.